# Barbara Baehr
Barbara Baehr (geb. Hoffmann; * 25. Februar 1953) ist eine Entomologin, Arachnologin und Spinnensystematikerin. Sie hat über 400 neue Spinnen-Spezies, hauptsächlich aus Australien, beschrieben.

## Ausbildung und Arbeit
Barbara Baehr erlangte ihr Staatsexamen und ihre Promotion in Zoologie / Ökologie an der Universität Tübingen, Deutschland.
Sie arbeitete als wissenschaftliche Mitarbeiterin an der Zoologischen Staatssammlung München von 1984 bis 1998. Währenddessen unterrichtete sie auch Wirbellosenzoologie an der Ludwig-Maximilians-Universität München (LMU) von 1996 bis 1998 und leitete Spinnenexkursionen für Studierende.
Nach einigen Forschungsaufenthalten in Australien (Western Australian Museum, Perth, 1994; Queensland Museum, Brisbane, und Australian Museum, Sydney, 1999), nahm sie im Januar 2000 eine Forschungsstelle am Queensland Museum an. Ihre Arbeit dort fokussierte sich auf einen interaktiven Zugang zu Spinnenunterfamilien und wurde vom Australian Biological Resources Study Projekt gefördert.
Ihre folgende Forschung konzentrierte sich auf die Klassifizierungslehre der Ameisenspinnenfamilie Zodariidae, der langschwänzigen Borkenspinnenfamilie Hersiliidae und der Plattbauchspinnenfamilie Prodidomidae.

## Veröffentlichungen
- Baehr, B.; Ubick, D., 2010. "A review of the Asian goblin spider genus Camptoscaphiella (Araneae, Oonopidae)", American Museum Novitates, no. 3697
- Baehr, B.; Harvey, M. S.; Smith, H. M. (Helen Motum), 2010. "The goblin spiders of the new endemic Australian genus Cavisternum (Araneae, Oonopidae)", American Museum Novitates, no. 3684
- Baehr, B. C.; Whyte, R. 2016. "The Peacock Spiders (Araneae: Salticidae: Maratus) of the Queensland Museum, including six new species", Zootaxa, 4154(5): 501–525.
- Baehr, B. C.; Whyte, R. 2016. "The first described male Tube-web Spider for mainland Australia: Ariadna kiwirrkurra sp. nov. (Araneae: Segestriidae)" Zootaxa, 4189(3): 595–599.
- Framenau, V. W.; Baehr, B. C. 2016. "Revision of the Australian Union-Jack wolf spiders, genus Tasmanicosa (Araneae, Lycosidae, Lycosinae)", Zootaxa, 4213(1): 1–82.

## Filmografie
- The Nature of Things (TV Series documentary). Barbara Baehr – Queensland Museum
- Tarantula: Australia's King of Spiders (2005) Barbara Baehr – Queensland Museum[4]